# Lindenplatz (Winterthur)

Karte des Quartiers

Lindenplatz ist ein Quartier der Stadt Winterthur. Es bildet zusammen mit den Quartieren Weinberg, Oberfeld, Niederfeld, Neuburg, Hardau, Härti und Taggenberg den Kreis 6 (Wülflingen). Das Quartier ist benannt nach einem zentralen Platz im Stadtkreis, umfasst jedoch weit mehr als nur den unmittelbaren Umkreis dieses Platzes.
Der Name des Platzes entstammt einer 1404 erstmals erwähnten Gerichtslinde, die wohl zur niederen Gerichtsbarkeit der Herrschaft Wülflingen gehörte.

## Geografie
Das Quartier Lindenplatz umfasst den historischen Kern von Wülflingen, in dessen Zentrum der Lindenplatz und daneben die reformierte Kirche ist. Das Quartier wird von der Eulach durchquert und im Süden grenzt ebenfalls die Töss an das Quartiergebiet. Das Quartier ist relativ eben und abgesehen von einer Kulturlandfläche vollständig überbaut. Insgesamt besitzt das Quartier eine grössere Nord-Süd-Ausdehnung, wobei insbesondere der Südteil nicht zum historischen Ortskern zählt.
Die Grenze zum Quartier Weinberg im Norden bildet die Salomon-Hirzel-Strasse, die das Zentrum Wülflingen umfährt und gleichzeitig Autobahnzubringer ist. Im Westen ist die Autobahn A1 die Grenze zu den Quartieren Härti und Niederfeld, wobei sich das Quartiergebiet entlang dieser im Süden bis zur Töss erstreckt, die auf einem 125 Meter schmalen Streifen die Grenze zum Quartiergebiet von Neuburg bildet. Gegen Südosten, an den das Quartier an Oberfeld angrenzt, verläuft die Grenze durch verschiedene Strassen – von Norden nach Süden aufgezählt: Schlossweg, Oberfeldstrasse, Hohfurristrasse, Dellerrain, Lettenstrasse und Wurmbühlstrasse.

## Bildung
Auf dem Gebiet des Quartiers befinden sich das 1897 im klassizistischen Stil errichtete und bereits 1906 erweiterte Primarschulhaus Ausserdorf im Südteil des Quartiers mit den Kindergärten Wieshof und Rappstrasse. Für den Nordteil des Quartiers näher liegt die Primarschule Langwiesen auf der anderen Seite der Autobahn auf Quartiergebiet von Härti.
Das Sekundarschulhaus Hohfurri befindet sich zwar auch leicht ausserhalb des Quartiergebiets in Oberfeld, ist jedoch von überall her im Quartier gut erreichbar.

## Geschichte

Blick vom Lindenplatz in die Wülflingerstrasse stadteinwärts um 1900

Das Quartier Lindenplatz umfasst unter anderem den historischen Kern des Stadtkreises und ehemals selbständigen Dorfes Wülflingen. Wülflingen konnte dabei trotz der Eingemeindung nach Winterthur 1921 lange Zeit seinen dörflichen Charakter bewahren, wodurch sich, abgesehen von einzelnen Überbauungen, bis in die Mitte des 20. Jahrhunderts nicht viel tat, insbesondere der Südteil des Quartiers wurde erst Anfang der zweiten Jahrhunderthälfte langsam überbaut. Die heute über weite Strecken die Quartiergrenze bildende Autobahn A1 wurde im Jahr 1966 eröffnet. Heute ist das Quartier abgesehen von einem Feld entlang der Wässerwiesenstrasse durchgehend bebaut.

## Kultur und Freizeit
Jährlich findet Ende August nördlich der Wülflingerstrasse auf Gebiet des Quartiers die Wülflinger Dorfet statt.

## Verkehrsanbindung
Im Norden wird das Quartier entlang der Wülflingerstrasse mit der Trolleybuslinie 2 (Wülflingen–HB–Seen) von Stadtbus Winterthur erschlossen. Der Südteil wird durch die Buslinie 7 (HB–Bahnhof Wülflingen) erschlossen, die vom Schlosstal her kommt.
An Wochenenden bedienen im Halbstundentakt die deckungsgleich zu den Tageslinien verkehrenden Nachtbuslinien N2 (Wülflingen–HB–Seen) respektive N7 (HB–Bahnhof Wülflingen) das Quartiergebiet.
Für Velofahrer ist zudem die Wartstrasse eine wichtige Veloroute in Richtung Stadtzentrum, die gemäss Plänen der Stadt bis 2030 zur Veloschnellroute ausgebaut werden soll. Sie zweigt beim ehemaligen Gemeindehaus in der Nähe des Lindenplatz von der Wülflingerstrasse ab und folgt zunächst dem Eulachufer in Richtung Stadt.